# カロリーネ・フォン・ギュンダーローデ
カロリーネ・フリーデリーケ・ルイーゼ・フォン・ギュンダーローデ（独：Karoline Friederike Louise Maximiliane von Günderrode、1780年2月11日カールスルーエ生まれ、1806年7月26日ヴィンケル・アム・ラインにて死去）は、ロマン派のドイツの女性詩人である。

## 生涯と作品

### 出身
1800年前後、ヨーロッパは内にも外にも騒乱の中にあり、カロリーネ・フォン・ギュンダーローデの若年期もまた穏やかではなかった。1780年2月11日カールスルーエにて、カロリーネは小貴族出身のバーデン政府顧問官の第一子として誕生し、7歳の年に宮廷顧問官で著述家であった父ヘクトール･ヴィルヘルム・フォン・ギュンダーローデを失った。上院議員の小ヘクトール･ヴィルヘルム・フォン・ギュンダーローデは弟である。
ギュンダーローデ（Günderrode）という姓は"r"が二つ書かれるものであるが、このことは後世には無視されることが多く（頻繁に認められる名ギュンデローデ"Günderode"はここから出たものである）、1970年代になって初めてギュンダーローデの表記が文献中に再び現れている。

### 少女期及び若年期
父親の早期の死の後、一家は1786年にハーナウに下った。母親ルイーゼ・フォン・ギュンダーローデや二人の姉妹との緊密な関係の下、カロリーネは幼少期をかろうじて暮らして行った。カロリーネの幼少時代は母親と一緒に行った遺産を巡る裁判闘争によって特徴付けられている。
カロリーネは17歳でフランクフルト・アム・マインのクローンシュテット貴族女子修道会の「書記」になった。そこで「しとやかな生活態度」を身に付けるよう促されたのである。しかし、長い裾の黒い修道衣や白い襟や修道院の十字架の下には、束縛されない自由への要求がうごめいていた。
女子修道院での若いカロリーネには自分のことが囚人のように思えた。カロリーネはフランス革命に感動し、恋愛物語から生気を得た。この時期にして既に、カロリーネが一生をかけて取り組まなければならなかったテーマが素描されていたのである。そのテーマとは、幽閉状態と自由であり、愛と死であった。
カロリーネの最初の大恋愛はフリードリヒ・カール・フォン・サヴィニーとのものであった。サヴィニーは後にその時代で最も重要な法学者になり、「王座のロマン主義者」フリードリヒ・ヴィルヘルム4世の大臣にもなった人物である。当時サヴィニーは法学生で、少女カロリーネをロマン派のグループに導いたのであった。「私は愛し、願い、信じ、再び希望する。おそらくはかつてよりも強く。」とこの19歳の少女は友人に告白している。サヴィニーは自分の恋人が詩を書いているとは予想していなかった。カロリーネには詩作を隠す十分な理由があった。「私たちが出会った王国は雲のように沈んで行った。私たちを隠された楽園に迎え入れるため自らを開いた雲のように。」ベッティーナ・フォン・アルニムは後にその著書「ギュンダーローデ」の中で二人に共通する時代について回想している。同じように知を渇望していたベッティーナとのこのような緊密な友好関係を、カロリーネは死の直前に急に中断してしまった。カロリーネの恋人であったフリードリヒ・クロイツァーがブレンターノ家を評価していなかったからである。
ギュンダーローデは生涯に渡って頭痛と目の痛みを訴え続けた。カロリーネの長期の視覚障害についての叙述は黒内障を患っていた可能性を示唆している。

### ロマン派のサッフォー

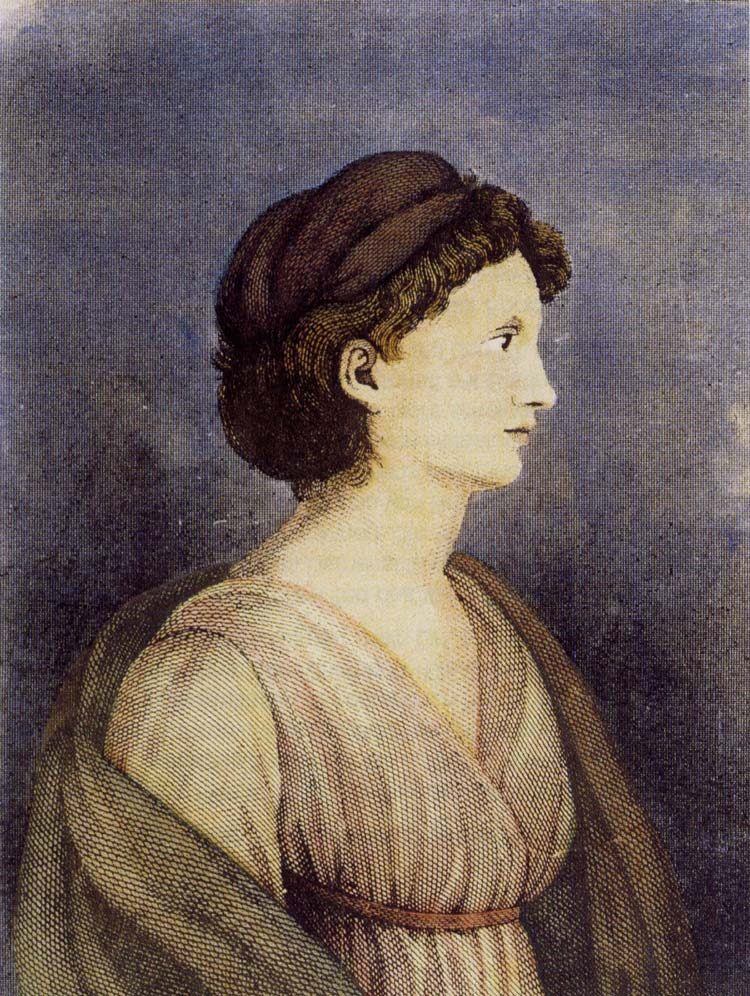
肖像画

カロリーネが24歳で「ティアーン（Tian）」という偽名によって最初の本「詩と幻想集」を出版したとき、ゲーテはこの詩人に次のように書き送った。「このような詩は、本当にめったに現れることがないものです。」2歳年上のクレメンス・ブレンターノもまた驚いた。「如何にして彼女が真摯な詩的才能を私から隠すことができたのか、私には未だ理解できません。」
ブレンターノはその後すぐに有名になった。しかし、カロリーネ・フォン・ギュンダーローデの作品は今日に至るまで彼女の生涯の影の部分に留まり続けている。一生のうちカロリーネはヨーロッパ・ロマン主義の最も美しい詩のうちのいくつかを書いたが、それは死を渇望するような「真紅の」詩であった。カロリーネの詩は陰鬱にして大胆であったが、頭に入りやすいものでもあった。19世紀にして既にカロリーネ・フォン・ギュンダーローデは「ロマン派のサッフォー」と呼ばれていた。
カロリーネの詩作は、自身の理念を実現しようと模索する当時の恋する女性が身を置いていた、表現に対しての闘争をもたらすものであるだけではなく、カロリーネの高度に緊張した生涯の終末を先取りするものでもあった。
In die heitre freie Bläue
快活で自由な青の中に
In die unbegränzte Weite
制限されない広がりの中に
Will ich wandeln, will ich wallen
私は静かに歩んで生きたい。
Nichts soll meine Schritte fesseln.
何も私の歩みを縛ってはならない。
Leichte Bande sind mir Ketten
軽やかなリボンは私にとって鎖であり
Und die Heimat wird zum Kerker.
故郷は牢獄となる。
Darum fort und fort ins Weite
それ故に、さらに、さらに広がりの中に
Aus dem engen dumpfen Leben.
狭い馬鹿げた生を出でて。
修道女にして女流詩人という女性の異例な出現は、同時代人にとって既に一つの謎であった。また、カロリーネの詩はその無限定ゆえに多くの読者を怖気づかせるものであった。カロリーネの詩は、あるハイデルベルクの女子学校校長が評したように、「大胆に過ぎ、男性的に過ぎるもの」として現れたのである。カロリーネはその女性性を疑問に付されていた。女性はかのように振舞うべきである、そして女性はこのように詩作するべきである、といったような当時の考えに抵抗したためである。
「私は女性の美徳や女性の幸福に対する如何なる感覚も持ち合わせていない」とカロリーネは21歳のとき既に認めていた。「野生的なもの、偉大なもの、輝かしいもののみが私の気に入るのである。それは不幸ではあるがこれ以上改善されることはない、私の魂の中の不均衡である。私は女であって、男の力なくして男のようになりたい欲望を持っているので、この不均衡は留まるであろうしまた留まらねばならない。それ故に、私は変わり行くし、また自らと調和することがない。」

### 大恋愛
ハイデルベルクのノイベルク大修道院への途上、カロリーネは重要な文献学者・神話研究者であったフリードリヒ・クロイツァー（1771年～1853年）とクロイツァーの13歳年上の妻と知り合いになった。ここでカロリーネ生涯のテーマが一押しされることとなった―同時に戦いも。クロイツァーはカロリーネの詩を評価し、詩を出版することを援助した。
カロリーネとクロイツァーは互いに死ぬまで愛し合うことを約束した。「あなたの愛を失うようなことがあったら私は耐えられないでしょう」と、この若い女性は研究者に向かって手紙で書き送っている。カロリーネの手紙は、多くのドイツ文学に於ける恋文のうち最も美しいものと見られている。
この間、サヴィニーはブレンターノの姉妹であったクニグンデ（グンダ）と結婚し、クレメンス･ブレンターノはゾフィー・メローを娶っていた。しかし、カロリーネ・フォン・ギュンダーローデには教授夫人としての生活は想像できなかった。クロイツァーは「リーナは結婚に身を委ねようとしない」と非難した。
この学者はある種の三角関係を演じることになった。「私の妻は私たちのところに留まることを願うであろう―母として、或いは我々の家庭の主婦として。妻の生活は自由かつ詩的であってもよい」とクロイツァーはカロリーネに提案した。それは、共同生活の新たな試みの時代であった。クロイツァーのユートピアはこのように、同じ時期にフランスでアンリ・ド・サン＝シモンとその友人グループが試みていたような革命的な考えと関係を持っていたのである。しかし、この時代を知る数人の人々からは、こうしたアイディアは性格の弱さとして判断された。病気を病んでいたクロイツァーには自分の妻と別れる勇気がなかったのである。
カロリーネ・フォン・ギュンダーローデはクロイツァーの影響の下、早くから母権制社会の研究に取り組んでいた。その点でカロリーネは時代に先んじていたのである。恋人にできうる限り近づくため、男装してカロリーネはクロイツァーの講義に出席していた。

### 死
クロイツァーが病んで妻の看病を受けていたとき、クロイツァーは若い愛人と別れることを妻に誓った。1806年7月、カロリーネはその知らせを受けた。
既に長らくカロリーネは銀の柄のナイフを持っていた。カロリーネはある外科医から、如何にして自分自身に対して一撃を加えればよいか、ということについて助言を得ていた。不幸な恋愛から、のみならず自由への要求と当時の女性に課された役割との救いようのない葛藤という重荷を背負って、カロリーネはヴィンケル・アム・ラインの川岸で自刃した。
翌日、カロリーネの死体が発見された。「深い傷ではあるが１ツォルには達しない。刺し傷は4番目と5番目の肋骨に間で、左心室を貫いている」と医師の診察書は書きとめている。聖ヴァルブルガ・ヴィンケル牧師教会の墓地にカロリーネは埋葬された。
フリードリヒ･クロイツァーは、カロリーネの遺作『メレーテ』が発表されないように手を尽くした。クロイツァーはその本では「エウセビオ」として登場しており、それが見つからないように願ったのである。「この文章を隠蔽することは絶対に必要である。」詩人の死後百年たって初めて「メレーテ」は出版されることができたのであった。

## 影響

### 歴史的意味
その並外れた生涯にも拘らず、カロリーネ・フォン･ギュンダーローデとは決して孤立した現象ではない。カロリーネをベッティーナ・フォン・アルニムら同時代人との文脈の中で見ることが可能であるし、また、フェルディナント・ライムント、フリードリヒ・ヘルダーリン、ハインリヒ・フォン・クライスト、バイロン卿らこの時代の「分裂者」たちの間に置いて見ることもできる。のみならず、ロサルバ・カリエラ、エリザベート＝ルイーズ・ヴィジェ＝ルブラン、アンゲリカ・カウフマンといった女性芸術家たち、そして早くに死んだロシアの画家マリー・バシキルツェフらの後の世に生きた女性たちとの関係で見ることもできるのである。

### 今日の受容
既に長らく、19世紀前半の女性たちの生涯は大きな注目を集めている。インゲボルク・ドレーヴィッツの『ベッティーナ・フォン・アルニム』やカローラ・シュターンスによるラーエル・ファルンハーゲンやドロテーア・シュレーゲルの伝記のような書物は、女性共同体のみによって消費されたわけではない。ハンス･マグヌス・エンツェンスベルガーは『ロマン派女性への鎮魂歌』という標題の下、アウグステ・ブスマンとクレメンス・ブレンターノの間の往復書簡を編纂した。この往復書簡は"Die Andere Bibliothek"（他者文庫）の中でも最も成功したものの一つとなり、1998年にドグマール・クネップフェルによって映画化されている。また、ジークリート・ダムの「探求」小説である『クリスティアーネとゲーテ』もここで挙げることができる。
26歳で自分自身の手で死んだカロリーネ・フォン・ギュンダーローデは、ドイツ・ロマン派の多彩な人物の中の一人である。カロリーネの恋愛と自由への衝動の間の分裂は、1800年ごろの市民エリートの中で女性が置かれた状況を反映しており、後期女性解放運動へ光を投げかけている。
カロリーネはラディカルさを以て自らの感情を生き抜こうとしたが、このラディカルさは同時代人をも既に魅了していたのであった。死後カロリーネの詩作品や書簡の選集は常に現れ続けた。1970年代、カロリーネは女性運動が自らを投影する人物になった。「ルフターハント集」の中でアンソロジー『ある夢の影』が出されたとき、クリスタ・ヴォルフはこの本にエッセイを寄せ、さらにカロリーネ・フォン・ギュンダーローデを小説『どこにも居場所はない（Kein Ort Nirgends）』の主人公とした。尤も、この小説ではクリスタ・ヴォルフについては多くのことを知ることができるものの、カロリーネについては殆ど知りえない。既に、同様にベッティーナ・フォン・アルニムがこの詩人を自身の世界観の媒介とした例がある。
ヴァルター・モルゲンターラーの編纂による歴史的・批判的全集に加えて、2006年2月現在、ダグマール・フォン・ゲルスドルフによって最終的に詳細なギュンダーローデの伝記が著されており、そのラディカルさに於いてロマン派の代表的な女性像となったこの重要な詩人の生涯について書かれている。カロリーネ・フォン・ギュンダーローデは生涯と著作で、1800年前後の一人の女性の天分と孤独と愛と死を具現しており、自らの女性としての自由への切望ゆえに、自由主義運動の先駆者と考えられ得る人物である。「おお、何たる困難な呪いであることか、翼を得こそすれ動し得ないとは!」

## 著作
- Sämtliche Werke und ausgewählte Studien. Historisch-Kritische Ausgabe. Herausgegeben von Walter Morgenthaler. Stroemfeld/Roter Stern, Basel/Frankfurt am Main 1990–1991 ISBN 3-87877-970-4, Neuauflage 2006: ISBN 3-87877-964-X - 『カロリーネ・フォン・ギュンダーローデ全集及び精選研究論文集』
  - Band 1: Texte. Hg. v. Walter Morgenthaler unter Mitarb. v. Karin Obermeier und Marianne Graf. 1990. - テクスト
  - Band 2: Varianten und ausgewählte Studien. Hg. v. Walter Morgenthaler. 1991. - テクスト異同及び精選研究集
  - Band 3: Kommentar. Hg. v. Walter Morgenthaler unter Mitarb. v. Karin Obermeier und Marianne Graf. 1991. - 注釈
- Gedichte, Prosa, Briefe, Hrsg. von Hannelore Schlaffer. Stuttgart 1998, ISBN 3-15-009722-3 - 『詩・散文・書簡』（レクラム文庫）
- Der Schatten eines Traumes. Gedichte, Prosa, Briefe, Zeugnisse von Zeitgenossen, hrsg. von Christa Wolf. München 1997, ISBN 3-423-12376-1 - 『ある夢の影　詩･散文･書簡』